# یکو ناگاشیما
یکو ناگاشیما (انگلیسی: Yūko Nagashima; ۳ ژوئیهٔ ۱۹۷۰ – ) صداپیشه اهل ژاپن بود. وی از سال ۱۹۹۲ میلادی تاکنون مشغول فعالیت بوده‌است.